# Lista de presidentes do Paquistão

Bandeira presidencial do Paquistão

Esta é a lista de presidentes do Paquistão, o título dado ao chefe de estado do país. De acordo com a Constituição, o presidente tem o "poder, sujeito à aprovação ou veto da Suprema Corte, para dissolver a Assembleia Nacional, desencadeando novas eleições, e demitir, assim, o primeiro-ministro". Esses poderes foram repetidamente modificados por meio de emendas à constituição, que foram introduzidas como resultados de golpes militares e mudanças no governo. Desde 2010, o Paquistão deixou de utilizar o sistema semipresidencial para se tornar uma república parlamentar democrático. Segundo esse sistema, o presidente tem poderes limitados, e executa deveres cerimoniais, enquanto o primeiro-ministro goza de mais poderes para executar decisões.
Desde a introdução do cargo em março de 1956, o Paquistão teve treze presidentes. O cargo foi estabelecido quando a Constituição de 1956 declarou o país como uma república, e Iskander Mirza tornou-se o primeiro chefe de Estado. O presidente é eleito por um Colégio Eleitoral composto pelo Senado, Assembleia Nacional e Assembleias Provinciais. O mandato é de cinco anos, renovável por igual período. Em casos de vacância, o presidente do Senado assume o cargo, o que já ocorreu em 1993, 1997 e 2008.
Seis presidentes foram membros de um partido político e quatro deles eram membros ativos do Partido Popular do Paquistão (PPP). O primeiro presidente era um oficial militar aposentado, quatro outros eram oficiais militares e três deles chegaram ao poder através de golpes militares bem-sucedidas – Ayub Khan em 1958, Muhammad Zia-ul-Haq em 1977 e Pervez Musharraf em 1999. O presidente Zia morreu quando seu avião caiu enquanto retornava de Baaualpur para Islamabade em 17 de agosto de 1988. Khan é o presidente com mais tempo de mandato, cerca de dez anos e cinco meses. O atual presidente é Asif Ali Zardari, do Partido Popular do Paquistão. Ele foi eleito em 9 de março de 2024, vencendo no Colégio Eleitoral com 411 votos, e foi empossado em 10 de março de 2024.

## Lista de presidentes do Paquistão
| Republicano Forças Armadas Convenção da Liga Muçulmana Partido Popular Liga Muçulmana (N) Liga Muçulmana (Q) Independente | Republicano Forças Armadas Convenção da Liga Muçulmana Partido Popular Liga Muçulmana (N) Liga Muçulmana (Q) Independente | Republicano Forças Armadas Convenção da Liga Muçulmana Partido Popular Liga Muçulmana (N) Liga Muçulmana (Q) Independente | Republicano Forças Armadas Convenção da Liga Muçulmana Partido Popular Liga Muçulmana (N) Liga Muçulmana (Q) Independente | Republicano Forças Armadas Convenção da Liga Muçulmana Partido Popular Liga Muçulmana (N) Liga Muçulmana (Q) Independente | Republicano Forças Armadas Convenção da Liga Muçulmana Partido Popular Liga Muçulmana (N) Liga Muçulmana (Q) Independente | Republicano Forças Armadas Convenção da Liga Muçulmana Partido Popular Liga Muçulmana (N) Liga Muçulmana (Q) Independente | Republicano Forças Armadas Convenção da Liga Muçulmana Partido Popular Liga Muçulmana (N) Liga Muçulmana (Q) Independente | Republicano Forças Armadas Convenção da Liga Muçulmana Partido Popular Liga Muçulmana (N) Liga Muçulmana (Q) Independente | Republicano Forças Armadas Convenção da Liga Muçulmana Partido Popular Liga Muçulmana (N) Liga Muçulmana (Q) Independente |
| --- | --- | --- | --- | --- | --- | --- | --- | --- | --- |

| №  | Retrato                                 | Nome (Nascimento–Morte)                              | Início do mandato      | Fim do mandato                  | Partido político                   | Partido político |
| -- | --------------------------------------- | ---------------------------------------------------- | ---------------------- | ------------------------------- | ---------------------------------- | ---------------- |
| 1  |                                         | Iskander Mirza (1899–1969)                           | 23 de março de 1956    | 27 de outubro de 1958           | Partido Republicano                |                  |
| 2  | A black and white portrait of Ayub Khan | Ayub Khan (1907–1974)                                | 27 de outubro de 1958  | 8 de junho de 1962              | —                                  |                  |
| 2  | A black and white portrait of Ayub Khan | Ayub Khan (1907–1974)                                | 8 de junho de 1962     | 25 de março de 1969             | Convenção da Liga Muçulmana        |                  |
| 3  |                                         | Yahya Khan (1917–1980)                               | 25 de março de 1969    | 20 de dezembro de 1971          | —                                  |                  |
| 4  |                                         | Zulfikar Ali Bhutto (1928–1979)                      | 20 de dezembro de 1971 | 13 de agosto de 1973            | Partido Popular do Paquistão       |                  |
| 5  |                                         | Fazal Ilahi Chaudhry (1904–1982)                     | 14 de agosto de 1973   | 16 de setembro de 1978          | Partido Popular do Paquistão       |                  |
| 6  |                                         | Muhammad Zia-ul-Haq (1924–1988)                      | 16 de setembro de 1978 | 17 de agosto de 1988            | —                                  |                  |
| 7  |                                         | Ghulam Ishaq Khan (1915–2006)                        | 17 de agosto de 1988   | 18 de julho de 1993             | Independente                       |                  |
| —  |                                         | Wasim Sajjad (1941–) Presidente em exercício         | 18 de julho de 1993    | 14 de novembro de 1993          | Liga Muçulmana do Paquistão (N)    |                  |
| 8  |                                         | Farooq Leghari (1940–2010)                           | 14 de novembro de 1993 | 2 de dezembro de 1997           | Partido Popular do Paquistão       |                  |
| —  |                                         | Wasim Sajjad (1941–) Presidente em exercício         | 2 de dezembro de 1997  | 1 de janeiro de 1998            | Liga Muçulmana do Paquistão (N)    |                  |
| 9  |                                         | Muhammad Rafiq Tarar (1929–2022)                     | 1 de janeiro de 1998   | 20 de junho de 2001             | Liga Muçulmana do Paquistão (N)    |                  |
| 10 |                                         | Pervez Musharraf (1943–2023)                         | 20 de junho de 2001    | 6 de outubro de 2007            | —                                  |                  |
| 10 | 6 de outubro de 2007                    | Pervez Musharraf (1943–2023)                         | 18 de agosto de 2008   | Liga Muçulmana do Paquistão (Q) |                                    |                  |
| —  |                                         | Muhammad Mian Soomro (1950–) Presidente em exercício | 18 de agosto de 2008   | 9 de setembro de 2008           | Liga Muçulmana do Paquistão (Q)    |                  |
| 11 |                                         | Asif Ali Zardari (1955–)                             | 9 de setembro de 2008  | 9 de setembro de 2013           | Partido Popular do Paquistão       |                  |
| 12 |                                         | Mamnoon Hussain (1940–2021)                          | 9 de setembro de 2013  | 9 de setembro de 2018           | Liga Muçulmana do Paquistão (N)    |                  |
| 13 |                                         | Arif Alvi (1949–)                                    | 9 de setembro de 2018  | 10 de março de 2024             | Movimento Paquistanês pela Justiça |                  |
| 14 |                                         | Asif Ali Zardari (1955–)                             | 10 de março de 2024    | presente                        | Partido Popular do Paquistão       |                  |